# Mørsvikfjorden
Mørsvikfjorden (lulesamisk: Murgosvuodna) er navnet på den indre del af Nordfolda, eller den del som går fra Ørnesodden i nord og Stavnes i syd i Steigen kommune og videre mod sydøst til fjordbunden i Sildhopen i Mørsvikbotn i Sørfold kommune i Nordland fylke i Norge. Kommunegrænsen går omtrent midtvejs i fjorden.
Mørsvikfjorden er omgivet af fjelde som når omkring tusind meters højde; Hopfjellet, Ånderbakkstindan og Mørsviktinden langs nordkysten og tinderne på halvøen Stábánjárgga langs sydkysten. De 2,3 kilometer af fjorden som ligger indenfor Mørsvikneset, omtales som Mørsvikbotn.
Den eneste bebyggelse af betydning er Mørsvikbotnbygderne langs Europavej E6 inderst i fjorden. Med undtagelse af en lokal vej fra Tømmerneset til Hopen ved Hopvatnet er fjorden vejløs med en spredt gårdbebyggelse langs kysten.